# Parafia św. Bartłomieja Apostoła w Grębkowie
Parafia Świętego Bartłomieja Apostoła w Grębkowie – parafia rzymskokatolicka w Grębkowie.
Pierwszy kościół w Grębkowie wybudował w 1424 roku bp poznański Laskary Gosławicki. W roku 1425 została erygowana parafia pod wezwaniem apostołów: Bartłomieja i Pawła, biskupów: Stanisława ze Szczepanowa i Mikołaja z Miry. W 1747 r. wybudowano kolejny drewniany kościółek. 
Obecny kościół parafialny, murowany, trójnawowy, w stylu neogotyckim powstał w latach 1898-1902 z inicjatywy proboszcza Ludwika Michała Mystkowskiego. Kościół ten nosi imię Świętego Bartłomieja Apostoła.

## Zasięg parafii
Do parafii należą wierni z miejscowości: Cierpięta, Grębków, Jabłonna, Kazimierzów, Kózki, Leśnogóra, Nowa Trzcianka, Ogródek, Podsusze, Polków-Sagały, Sinołęka, Kolonia Sinołęka, Stara Trzcianka, Stary Dwór, Stawiska, Suchodół, Trzebucza,  Kolonia Ziomaki i Żarnówka.
Parafia ma kaplicę dojazdową w Sinołęce.